# Pedro Luís Vicençote
Pedro Luís Vicençote, mais conhecido como Pedrinho (Santo André, 22 de outubro de 1957), é um ex-futebolista brasileiro que atuava como lateral-esquerdo e que teve importantes passagens pelo Palmeiras e pelo Vasco da Gama.

## Carreira
Iniciou sua carreira futebolística no Palmeiras e estreou no time principal em uma vitória contra o seu principal rival Corinthians em 1978.
Fez parte do grupo comandado por Telê Santana na Copa de 1982.
Defendeu também, além do Vasco, Bangu e Catânia, da Itália. Após encerrar carreira, foi ser empresário de jogadores de futebol.
Segundo o Almanaque do Palmeiras, de Celso Unzelte e Mário Sérgio Venditti, disputou 225 jogos e 17 gols marcados.
Dados encontrados no livro "Seleção Brasileira - 90 anos", de Antônio Carlos Napoleão e Roberto Assaf, afirmam que o atleta fez 16 jogos com a camisa Canarinha, o que difere de alguns sites de estatísticas sobre o atleta.

## Títulos
Vasco da Gama
- Campeonato Carioca: 1982 e 1987
- Taça Guanabara: 1987
- Copa Ouro (EUA): 1987
- Copa TAP: 1987
- Torneio de Verão do Uruguai: 1982
- Torneio João Castelo-MA: 1982

Palmeiras
- Copa Kirin: 1978
- Taça Jubileu de Prata da TV Record: 1978
- Troféu A Gazeta Esportiva: 1979

### Individuais
- Bola de Prata: 1979